# Màquina de Gödel

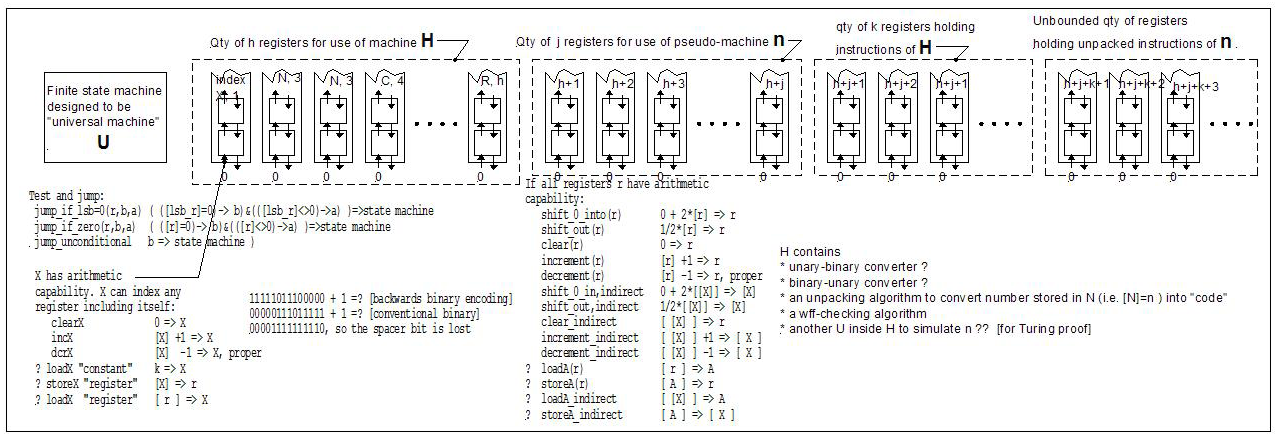
màquina de Gödel

Una màquina de Gödel és un programa informàtic hipotètic que s'automillora i resol problemes de manera òptima. Utilitza un protocol recursiu d'automillora en què reescriu el seu propi codi quan pot demostrar que el nou codi proporciona una millor estratègia. La màquina va ser inventada per Jürgen Schmidhuber (proposta per primera vegada el 2003), però rep el nom de Kurt Gödel, qui va inspirar les teories matemàtiques.
La màquina de Gödel es parla sovint quan es tracta de qüestions de metaaprenentatge, també conegut com a "aprendre a aprendre". Les aplicacions inclouen l'automatització de decisions de disseny humà i la transferència de coneixement entre múltiples tasques relacionades, i poden conduir al disseny d'arquitectures d'aprenentatge més robustes i generals. Tot i que teòricament és possible, no s'ha creat cap implementació completa.
La màquina de Gödel sovint es compara amb l'AIXI de Marcus Hutter, una altra especificació formal per a una intel·ligència artificial general. Schmidhuber assenyala que la màquina de Gödel podria començar implementant AIXItl com a subprograma inicial i automodificar-se després de trobar proves que un altre algorisme per al seu codi de cerca serà millor.

## Limitacions
Els problemes tradicionals que resol un ordinador només requereixen una entrada i proporcionen una sortida. Els ordinadors d'aquest tipus tenien el seu algoritme inicial cablejat. Això no té en compte l'entorn natural dinàmic, i per tant era un objectiu que la màquina de Gödel havia de superar.
Tanmateix, la màquina de Gödel té les seves pròpies limitacions. Segons el primer teorema d'incompletesa de Gödel, qualsevol sistema formal que englobi l'aritmètica és defectuós o permet afirmacions que no es poden demostrar en el sistema. Per tant, fins i tot una màquina de Gödel amb recursos computacionals il·limitats ha d'ignorar aquelles automillores l'eficàcia de les quals no pot demostrar.

## Variables d'interès
Hi ha tres variables que són particularment útils en el temps d'execució de la màquina de Gödel.
- En algun moment {\displaystyle t}, la variable {\displaystyle {\text{time}}} tindrà l'equivalent binari de {\displaystyle t}. Això s'incrementa de manera constant al llarg del temps de funcionament de la màquina.

- Qualsevol entrada destinada a la màquina de Gödel des de l'entorn natural s'emmagatzema en variables {\displaystyle x}. És probable que {\displaystyle x} mantindrà valors diferents per a valors diferents de la variable {\displaystyle {\text{time}}}.

- Les sortides de la màquina de Gödel s'emmagatzemen en variables {\displaystyle y}, on {\displaystyle y(t)} seria la cadena de bits de sortida en algun moment {\displaystyle t}.

En qualsevol moment {\displaystyle t}, on {\displaystyle (1\leq t\leq T)}, l'objectiu és maximitzar l'èxit o la utilitat futurs. Una funció d'utilitat típica segueix el patró {\displaystyle u(s,\mathrm {Env} ):S\times E\rightarrow \mathbb {R} } :
{\displaystyle u(s,\mathrm {Env} )=E_{\mu }{\Bigg [}\sum _{\tau ={\text{time}}}^{T}r(\tau )\mid s,\mathrm {Env} {\Bigg ]}}
on {\displaystyle r(t)} és una entrada de recompensa amb valor real (codificada dins de {\displaystyle s(t)} ) al moment {\displaystyle t}, {\displaystyle E_{\mu }[\cdot \mid \cdot ]} denota l'operador d'expectativa condicional respecte a alguna distribució possiblement desconeguda {\displaystyle \mu } d'un conjunt {\displaystyle M} de possibles distribucions ( {\displaystyle M} reflecteix tot allò que se sap sobre les possibles reaccions probabilístiques de l'entorn), i l'anteriorment esmentat {\displaystyle {\text{time}}=\operatorname {time} (s)} és una funció d'estat {\displaystyle s} que identifica de manera única el cicle actual.  Cal tenir en compte que tenim en compte la possibilitat d'allargar la vida útil prevista mitjançant les accions adequades.

## Instruccions utilitzades per les tècniques de prova
La naturalesa de les sis instruccions modificadores de la demostració que es mostren a continuació fa que sigui impossible inserir un teorema incorrecte a la demostració, cosa que trivialitza la verificació de la demostració.

## Exemples d'aplicacions

### Optimització NP-hard amb límit de temps
L'entrada inicial a la màquina de Gödel és la representació d'un graf connectat amb un gran nombre de nodes enllaçats per arestes de diverses longituds. Dins d'un temps T donat, hauria de trobar un camí cíclic que connecti tots els nodes. L'única recompensa amb valor real es produirà en el moment T. És igual a 1 dividit per la longitud del millor camí trobat fins ara (0 si no se n'ha trobat cap). No hi ha altres entrades. El subproducte de maximitzar la recompensa esperada és trobar el camí més curt que es pugui trobar dins del temps limitat, donat el biaix inicial.

### Demostració ràpida de teoremes
Demostreu o refuteu tan aviat com sigui possible que tots els enters parells > 2 són la suma de dos nombres primers (conjectura de Goldbach). La recompensa és 1/ t, on t és el temps necessari per produir i verificar la primera demostració d'aquest tipus.

### Maximitzar la recompensa esperada amb recursos limitats
Un robot cognitiu que necessita almenys 1 litre de gasolina per hora interactua amb un entorn parcialment desconegut, intentant trobar dipòsits de gasolina ocults i limitats per reomplir el dipòsit ocasionalment. Rebrà una recompensa proporcional a la seva vida i mor després de 100 anys com a màxim o tan bon punt el seu tanc està buit o cau d'un penya-segat, i així successivament. Les reaccions ambientals probabilístiques són inicialment desconegudes, però se suposa que es mostregen a partir de la Speed Prior axiomatitzada, segons la qual les reaccions ambientals difícils de calcular són poc probables. Això permet una estratègia computable per fer prediccions gairebé òptimes. Un subproducte de maximitzar la recompensa esperada és maximitzar la vida útil esperada.